# 许绍昌
許紹昌（1913年4月9日—1999年12月8日），浙江杭州人，中华民国外交官。

## 生平
許紹昌毕业于南京中央政治学校外交系。历任驻洛杉矶领事馆随习领事、外交部人事处第一科科长、驻仰光总领事、驻汉城总领事、驻韩国大使馆参事、驻伊朗大使馆参事、外交部美洲司司长、驻美国大使馆公使、外交部政务次长。1963年，任驻巴西大使。1968年，改任驻意大利大使兼驻马耳他大使。1971年，改任驻阿根廷大使。
1972年，許紹昌改任驻越南共和国大使。1975年4月26日，中華民國駐西貢的大使館閉館，許紹昌隨中華航空末班班機返國；同月30日西貢陷落，越南共和国亡国。此後，許紹昌未再担任驻外使职，並於1978年退休，結束數十年的外交生涯。
1999年，許紹昌在美国加州去世。